# Przemysł elektrotechniczny i elektroniczny

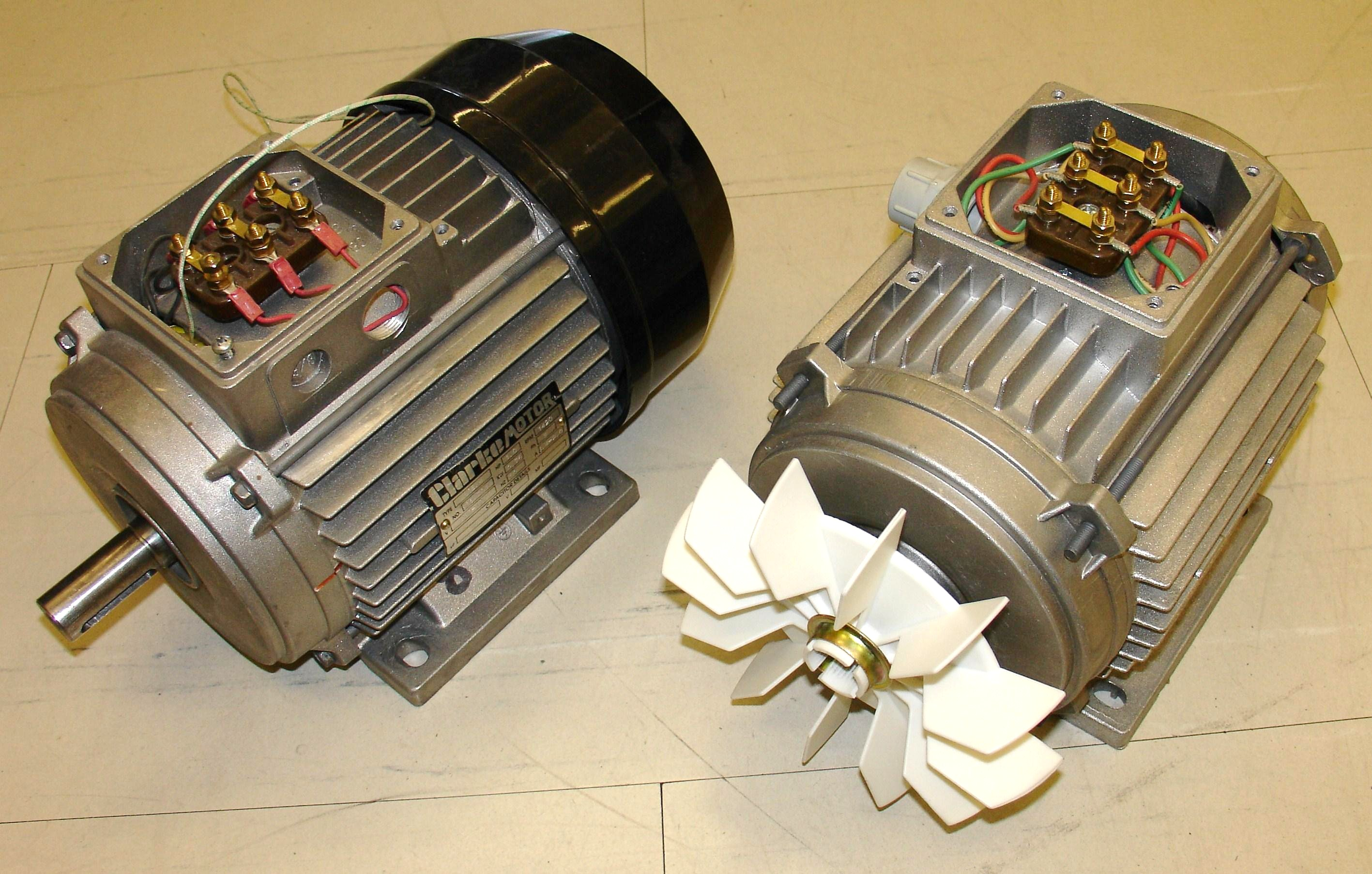
Silniki elektryczne

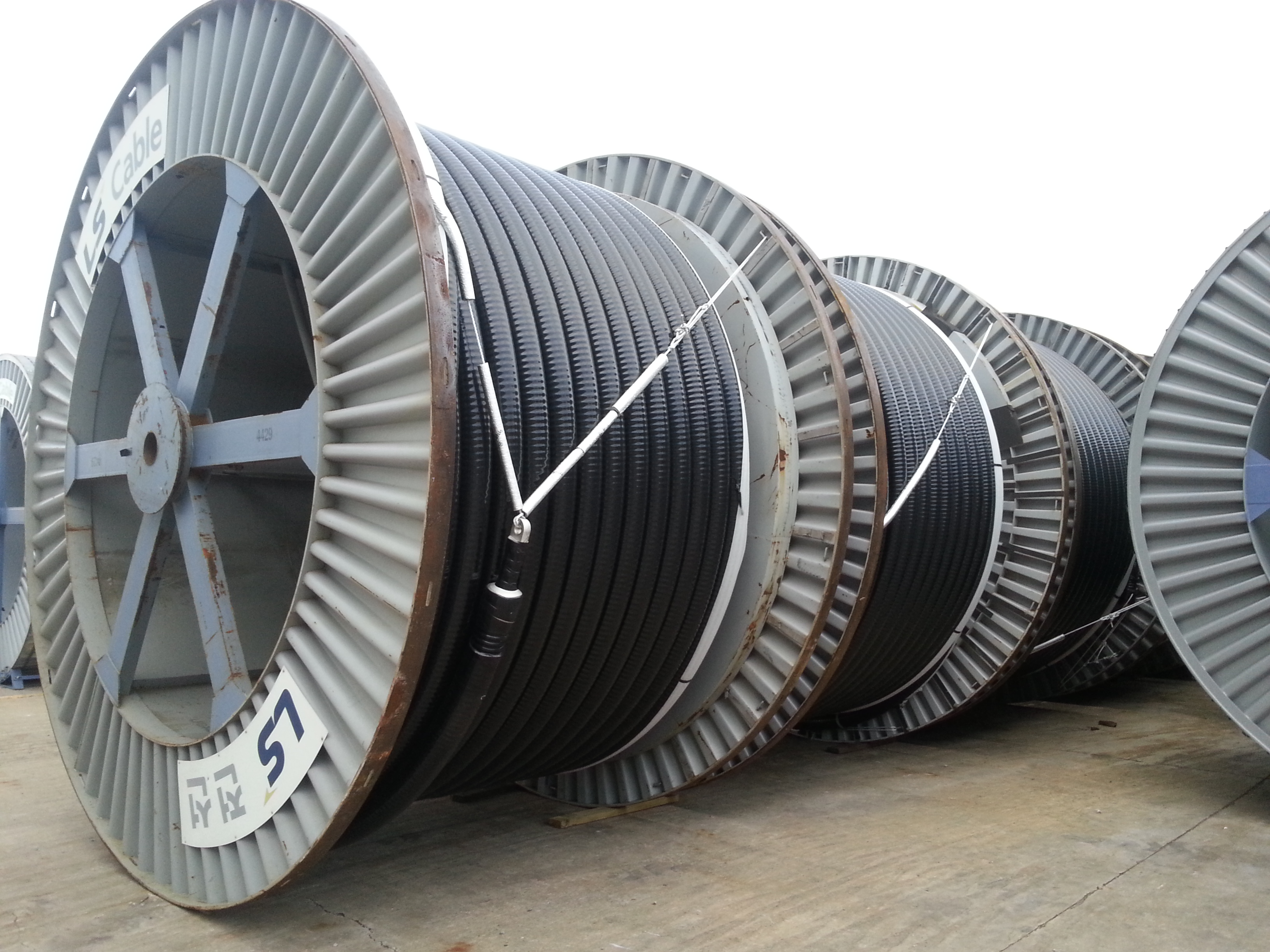
Kable elektryczne

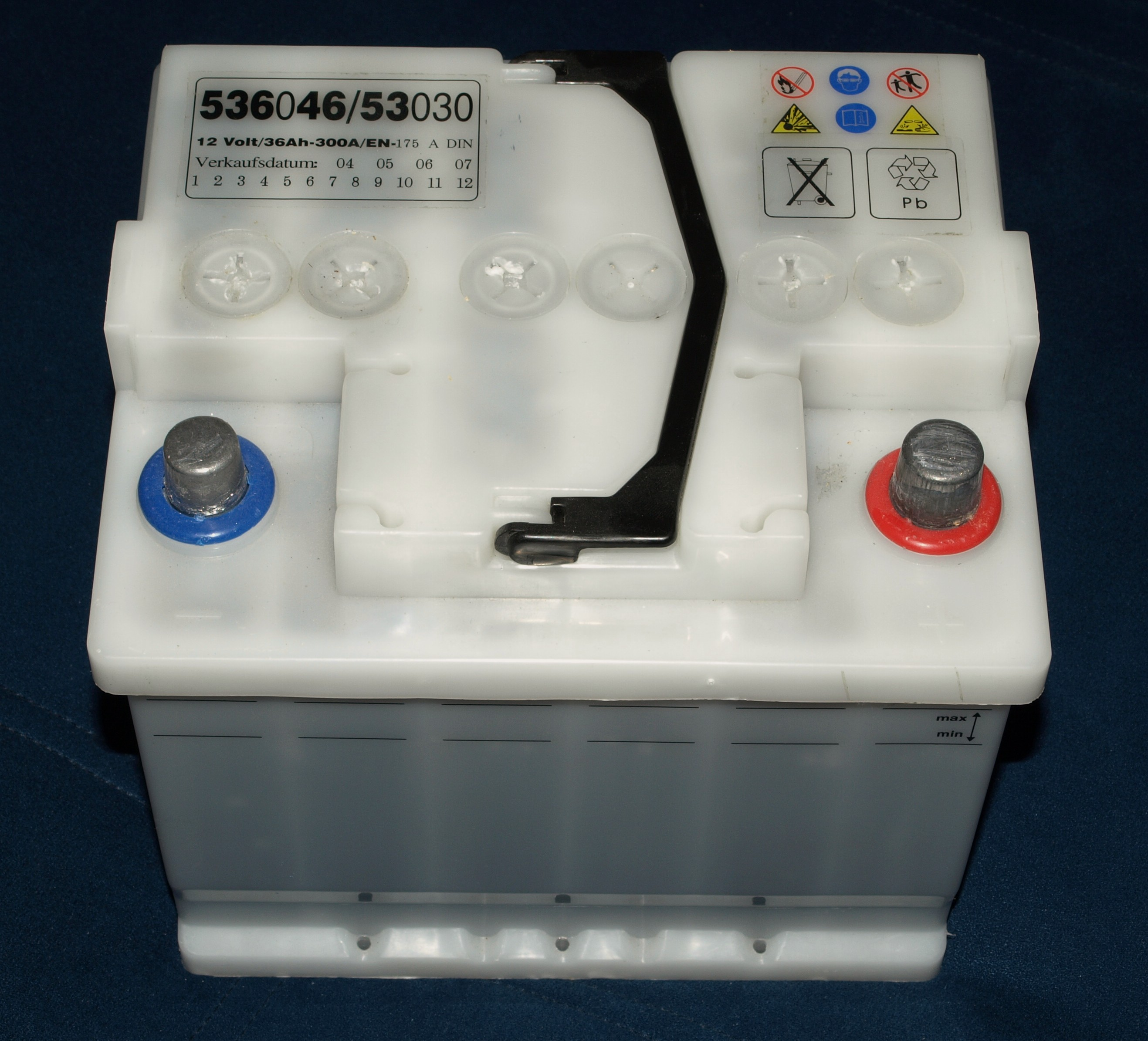
Akumulator

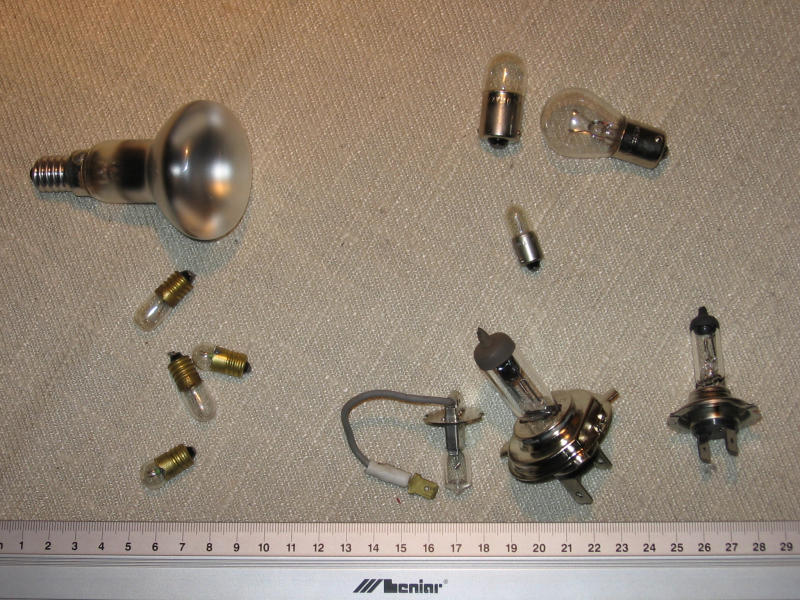
Żarówki

Przemysł elektrotechniczny i elektroniczny – gałąź przemysłu elektromaszynowego obejmująca produkcję wyrobów elektroenergetycznych, elektrotechnicznych, elektronicznych, teleelektronicznych i teletechnicznych, jak również zakłady remontowe i usługowe, jak też jednostki pomocnicze.

## Charakterystyka
Przemysł elektrotechniczny i elektroniczny jest jedną z gałęzi przemysłu elektromaszynowego i stanowi jeden z największych sektorów przemysłowych na świecie. Zajmuje się produkcją zarówno prostych towarów konsumpcyjnych, jak i bardzo zaawansowanych technologicznie.
W Unii Europejskiej w przemyśle tym działa około 200 tys. przedsiębiorstw, głównie małych i średnich, a zatrudnionych w nim jest ok. 2,8 mln osób. Roczna wartość produkcji w przemyśle elektrotechnicznym w UE wynosi ok. 410 mld euro, co daje jej drugą pozycję z udziałem 21% w produkcji światowej za Chinami (30%), a przed USA i Japonią (oba kraje po 19%).
Przemysł elektrotechniczny i elektroniczny to najszybciej rozwijająca się branża całego przemysłu elektromaszynowego w Polsce. Głównymi krajowymi ośrodkami tego przemysłu są: Warszawa, Piaseczno, Tarnów, Kraków, Poznań, Rzeszów, Nowy Sącz, Bydgoszcz, Wrocław, Świdnica i Mława.

### Produkty
- maszyny elektryczne, silniki elektryczne
- transformatory
- kable i przewody
- aparaty niskiego i wysokiego napięcia
- mierniki elektryczne, przekształtniki, automatyka
- tranzystory, kondensatory, układy scalone
- urządzenia elektrotermiczne
- akumulatory i ogniwa
- osprzęt instalacyjny elektrotechniczny, izolatory ceramiczne
- żarówki i oprawy oświetleniowe
- urządzenia audiowizualne: radioodbiorniki, telewizory
- komputery
- aparaty telefoniczne, smartfony
- sprzęt AGD

## Przemysł elektrotechniczny i elektroniczny w Polsce

### Przedsiębiorstwa i zatrudnienie
W Polsce istnieje około 430 przedsiębiorstw produkcyjnych działających w branży elektrotechnicznej, zatrudniających powyżej 10 osób. Cały sektor obejmujący również firmy usługowe (elektroinstalacyjne) oraz handel hurtowy liczy ponad 10 tys. firm, przy czym 95% to mikrofirmy o zatrudnieniu do 10 osób. Wartość produkcji pochodzi w 50% z firm o kapitale zagranicznym mających zakłady w Polsce, m.in.: ABB, Legrand, Philips Lighting, Whirlpool Corporation, Cantoni Motors, Alcatel-Lucent, ETI, Kontakt-Simon, NKT Cables.
W 2012 r. pod względem przychodów do największych przedsiębiorstw przemysłu elektrotechnicznego w Polsce należały:
1. Philips Lighting Poland S.A. Piła – 4,2 mld zł
2. Tele-Fonika Kable S.A. Myślenice – 3,7 mld zł
3. ABB Sp. z o.o. Warszawa – 1,9 mld zł
4. Siemens Sp. z o.o. Warszawa – 1,6 mld zł

### Eksport – import
W 2013 r. w branży „maszyny i urządzenia, sprzęt elektroniczny i elektrotechniczny” wyeksportowano towary na kwotę 160 mld zł, a importowano 152 mld zł. Przewagę eksportu nad importem osiągnięto w produkcji: klimatyzatorów, pralek, transformatorów, przekształtników, ogniw galwanicznych, akumulatorów, urządzeń zapłonowych i rozrusznikowych, sprzętu oświetleniowego i sygnalizacyjnego, domowych urządzeń elektrotechnicznych (grzałki, żelazka, suszarki itp.), telewizorów i monitorów, żarówek, paneli i pulpitów sterowniczych, kabli i przewodów elektrycznych. Towarami w większej części sprowadzanymi z zagranicy były m.in.: elektroniczne układy scalone, zespoły prądotwórcze, silniki elektryczne i prądnice, maszyny do obróbki gumy i tworzyw sztucznych, części do maszyn biurowych i elektronicznych, narzędzia elektryczne, pneumatyczne i hydrauliczne.

### Historia

#### Okres zaborów
Przemysł elektrotechniczny w Polsce zapoczątkowany został utworzeniem u schyłku XIX wieku kilku przedsiębiorstw w zaborach: rosyjskim i austriackim. W 1916 r. powstał Polski Związek Przedsiębiorstw Elektrotechnicznych, zrzeszający 136 zakładów (o charakterze pół-rzemieślniczym), w 1919 r. Stowarzyszenie Elektryków Polskich.

#### Dwudziestolecie międzywojenne
W latach 20. XX w. w Polsce utworzono kilkadziesiąt przedsiębiorstw elektrotechnicznych przy udziale kapitału polskiego i zagranicznego. W 1930 r. działało już 7 fabryk produkujących kable i przewody (Warszawa, Bydgoszcz, Kraków, Będzin, Ruda Pabianicka, Czechowice-Dziedzice). Okres szybkiego rozwoju przemysłu elektrotechnicznego przypada na lata po wielkim kryzysie 1935-1939. Rozwijają się wtedy duże zakłady produkcyjne m.in.:
- Fabryka Aparatów Elektrycznych K. Szpotański i S-ka w Warszawie (1500 pracowników),
- Zakłady Elektrotechniczne Bracia Borkowscy w Warszawie (1000 pracowników),
- Fabryka Kabli Sp. Akc. w Krakowie (1000 pracowników),
- Zakłady Elektrotechniczne Rohn – Zieliński S.A. w Żychlinie (1000 pracowników),
- Kabel Polski Sp. Akc. w Bydgoszczy (500 pracowników),
- Fabryka Artykułów Elektrotechnicznych Sp.Akc. inż. Stefan Ciszewski w Bydgoszczy (450 pracowników).
- Wytwórnia Aparatów Elektrycznych K. i W. Pustoła w Warszawie,
- Fabryka Akumulatorów Karola Franciszka Pollaka.

Udział kapitału zagranicznego w polskim przemyśle elektrotechnicznym w okresie międzywojennym wynosił ok. 50%. W 1939 r. działało ponad 200 fabryk zatrudniających łącznie 20 tys. pracowników.

### Okres okupacji niemieckiej
II wojna światowa spowodowała ogromne straty w majątku i w kadrze inżynieryjno-technicznej. Połowa przedsiębiorstw przemysłu elektrotechnicznego uległa zupełnemu zniszczeniu, pozostałe zostały poważnie zdewastowane. W następstwie wojny potencjał produkcyjny został zniszczony w 85%.

#### Okres PRL
W latach 1945–1950 przemysł elektrotechniczny został prawie w całości znacjonalizowany. W 1947 r. działało ponad 60 fabryk, a przedwojenny poziom produkcji osiągnięto w 1948 r. Z powodu utrudnień w imporcie, pojawiły się zapóźnienia technologiczne; udało się jednak utrzymać polski przemysł elektrotechniczny na średnim poziomie światowym. W latach 70. XX w. znacznie rozwinięto eksport wyrobów do krajów należących do tzw. strefy dewizowej, zwłaszcza w dziedzinie maszyn i aparatów elektrycznych oraz kabli. Ochroniło to tę gałąź przemysłu przed naciskami RWPG na specjalizację poszczególnych krajów oraz przed tendencją wprowadzania norm radzieckich. Czynnikiem sprzyjającym było opanowanie przetwórstwa miedzi wydobywanej przez KGHM Polska Miedź. W latach 1971–1975 wdrożono szereg licencji zachodnich, co zaowocowało m.in. uruchomieniem wielkoseryjnej produkcji silników elektrycznych małej i średniej mocy, aparatury elektrycznej, maszyn prądu stałego i narzędzi elektrycznych. W latach 80. XX w. w wyniku kryzysu gospodarczego nastąpił spadek produkcji i zatrudnienia, a władze centralne kierując się doraźnymi potrzebami, eksportowały do krajów strefy dewizowej surowce (miedź i aluminium) w stanie nieprzetworzonym. W okresie PRL przedsiębiorstwa i spółdzielnie elektrotechniczne zrzeszone były w zjednoczeniach branżowych, m.in.:
- Zjednoczenie Przemysłu Maszyn i Aparatów Elektrycznych „Ema”
- Zjednoczenie Przemysłu Kabli i Sprzętu Elektrotechnicznego „Elkam”
- Zjednoczenie Przemysłu Automatyki i Aparatury Pomiarowej „Mera”
- Zjednoczenie Przemysłu Zmechanizowanego Sprzętu Domowego „Predom”
- Zjednoczenie Przemysłu Teleelektronicznego „Telkom”
- Zjednoczenie Przemysłu Elektronicznego i Teletechnicznego „Unitra”
- Zjednoczenie Sprzętu Oświetleniowego i Elektromechanicznego „Polam”
- Centralny Związek Spółdzielczości Inwalidzkiej
- Centralny Związek Spółdzielczości Pracy

Pewne znaczenie posiadały także zakłady rzemieślnicze zrzeszone w Centralnym Związku Rzemiosła, a od 1976 r. także tzw. firmy polonijne z udziałem kapitału zagranicznego. W obszarze elektrotechniki funkcjonowały usługi elektroinstalacyjne, elektromechanika samochodowa oraz naprawa AGD i RTV.

#### Okres III RP
Punktem zwrotnym w kierunku ukształtowania gospodarki rynkowej była tzw. Ustawa Wilczka z roku 1988 oraz Plan Balcerowicza z 1990. W ciągu kilku lat powstało 2 mln nowych firm z 5–6 mln miejscami pracy, zakończyła się hiperinflacja (640% w 1989), ustabilizowała się sytuacja makroekonomiczna. Jedną z form transformacji ustrojowej była prywatyzacja przedsiębiorstw. W latach 1990–2011 sprywatyzowano 7551 przedsiębiorstw państwowych, z czego 1761 skomercjalizowano, 2195 poddano prywatyzacji bezpośredniej, 1941 postawiono w stan likwidacji z przyczyn ekonomicznych, a 1654 stanowiły zlikwidowane państwowe gospodarstwa rolne, których mienie przejęła Agencja Nieruchomości Rolnych.
Branża przemysłu elektrotechnicznego i elektronicznego znalazła się w latach 90. w strefie zainteresowania wielu koncernów zagranicznych. Skorzystały one wówczas z oferty prywatyzacyjnej i kilkanaście dużych firm zostało zakupionych poprzez giełdę lub drogą prywatyzacji bezpośredniej. Największe prywatyzacje w branży elektrotechnicznej to m.in.:
- Polam Piła → Philips Lighting
- Eltra Bydgoszcz, Elda Szczecinek → Schneider Electric
- Zamech Elbląg, ZWAR Warszawa, Elta Łódź → ABB
- Polar Wrocław → Whirlpool Corporation
- Indukta Bielsko-Biała, Besel Brzeg, Ema-Elfa Ostrzeszów, Celma Cieszyn, Emit Żychlin → Cantoni Group
- Telkom-Telfa Bydgoszcz → Alcatel-Lucent
- Polam Pułtusk → ETI
- Polam Kontakt Czechowice-Dziedzice → Simon
- Polam Ząbkowice Śląskie → Legrand
- Śląska Fabryka Kabli Czechowice-Dziedzice → NKT Cables
- ZWUS Katowice → Bombardier Transportation (ZWUS) Polska

Główne fabryki kabli i przewodów skonsolidowały się w polskim holdingu Tele-Fonika Kable S.A. Jednocześnie powstało kilkaset nowych firm o dużym potencjale rozwojowym, początkowo o charakterze rzemieślniczym. Procentowy udział kapitału zagranicznego w produkcji przedsiębiorstw przemysłu elektrotechnicznego w latach 2002–2014 wynosił ok. 50%, tj. na poziomie zbliżonym do przedwojennego, lecz przy wielokrotnie większej wartości bezwzględnej. Od 2004 do rozwoju wprzęgnięte zostały środki europejskie. Dynamika wzrostu wartości produkcji branży elektrotechnicznej i elektronicznej dla okresu 2005–2010 wynosiła 220%.